# Aeschynanthus micranthus
Aeschynanthus micranthus är en tvåhjärtbladig växtart som beskrevs av Charles Baron Clarke. Aeschynanthus micranthus ingår i släktet Aeschynanthus och familjen Gesneriaceae.

## Underarter
Arten delas in i följande underarter:
- A. m. micranthus
- A. m. pottingeri